# Riksettan (turistväg)

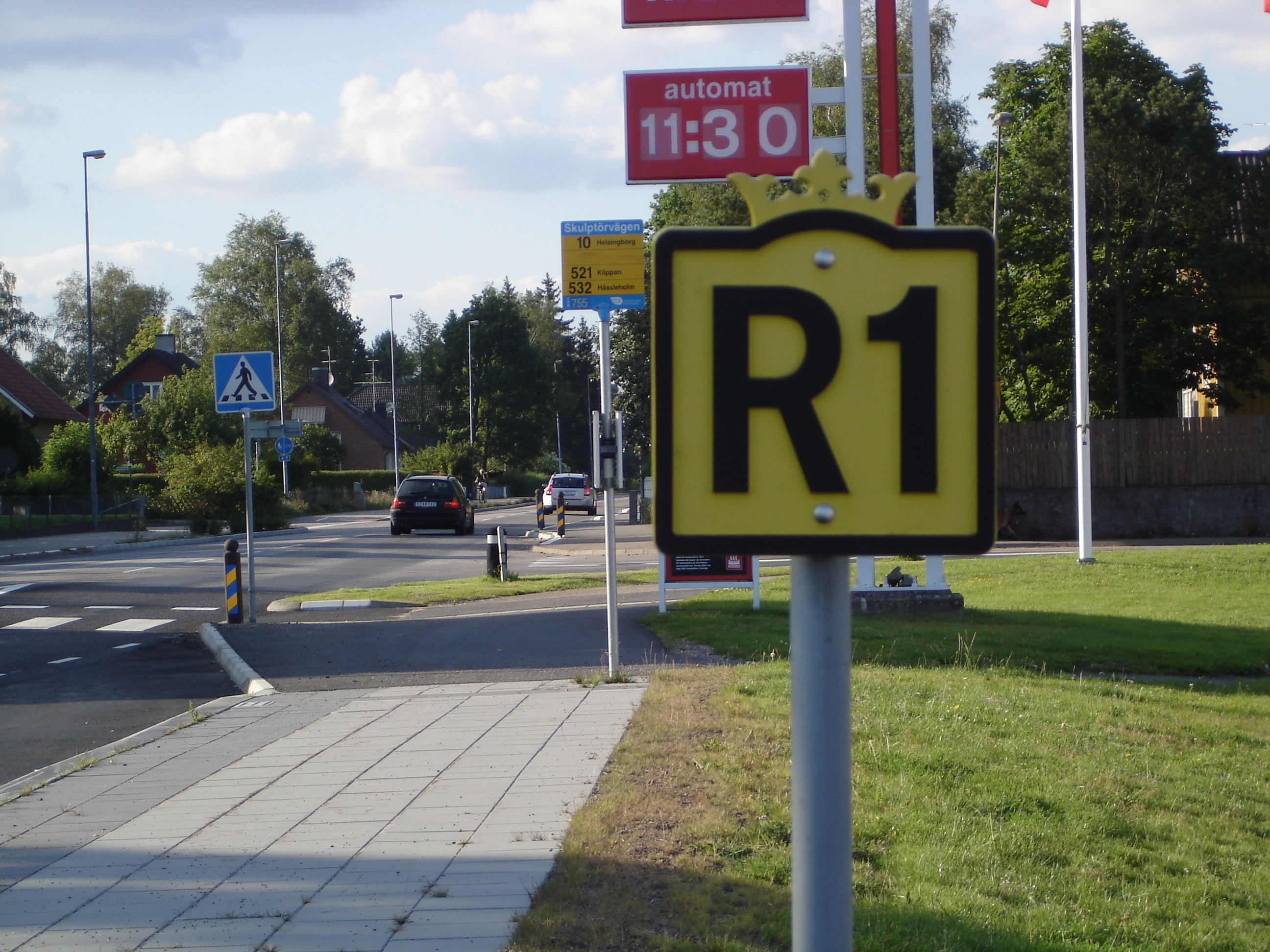
Riksettan i Markaryd.

Riksettan, eller Turistväg Riksettan, är benämningen på en turistväg mellan Vaggeryd och Örkelljunga.
Turistvägen sträcker sig från Vaggeryd i norr genom Värnamo, Ljungby och Markaryd till Örkelljunga i söder. Vägen går på den sträcka som var den gamla Riksettans (Riksväg 1:s) ursprungliga sträckning och går parallellt med E4:an och ån Lagan. Turistväg Riksettan är främst avsedd för att turister ska ha en alternativ väg till motorvägen där de kan njuta av det vackra natur- och kulturlandskapet. Vägen lämpar sig för såväl bil, motorcykel som cykel.